# Comitia centuriata
Die Römische Republik (res publica) verteilte die gesetzgebende Gewalt formal auf drei separate Versammlungen: die comitia centuriata, die comitia tributa und das concilium plebis. Anders als in modernen Parlamenten kannten diese Körperschaften keine Gewaltenteilung, sondern kombinierten legislative, richterliche und wahlrechtliche Funktionen. Sie verfügten über die Möglichkeit, Gesetze rückwirkend (ex post facto) zu ändern. Der Römische Senat dagegen war formal eine beratende Kammer und besaß (zumindest theoretisch) keine legislative oder richterliche Macht. Er war aber nicht zu umgehen, wenn Obermagistrate Gesetzesvorhaben in der Versammlung der comitia centuriata (Zenturiatskomitien) einbringen wollten, denn hierzu war ein Senatsbeschluss notwendig. Anders verhielt es sich im Verhältnis zu den Volkstribunen, denn denen gegenüber hatte der Senat keine Weisungsbefugnis.
Die comitia centuriata umfassten Patrizier und Plebejer, die in fünf Klassen organisiert waren (Ritter und Senatoren bildeten die erste Klasse), die auf Abteilungen verteilt waren, Centurien genannt. Die Gliederung nach Centurien stammt aus dem Heerwesen, die comitia centuriata sind also gewissermaßen die Versammlung des römischen Volkes als Heeresversammlung. Entsprechend ihrem Vermögen und dem Beitrag, den sie auf Grund dessen im Heer leisten konnten, waren die Centurien ursprünglich in drei Stimmklassen unterteilt: die Centurien der Reiter (centuriae equitum), die der Schwerbewaffneten Soldaten zu Fuß (classis), sowie die Stimmklasse, welche die Leichtbewaffneten und Personen umfasste, die andere Tätigkeiten beim Feldzug verrichteten (Handwerker, Zimmerleute usw.) (infra classem). Die Anzahl der Centurien dieser Anfangszeit ist aufgrund fehlender Quellen nicht bekannt.
Später (der genaue Zeitpunkt ist nicht feststellbar, wird aber meist in das 4. Jhd. v. Chr. vermutet) wurde die Stimmklasse der infra classem genauer differenziert und in vier Klassen (2.–5. classis, womit die ehemalige classis dann die 1. classis wurde) sowie spezielle Centurien für Horn- und Signalbläser, Handwerker und Personen ohne Vermögen (proletarii, also diejenigen, die nur Kinder (proles) beitragen konnten) unterteilt. Somit sah in klassischer Zeit die Einteilung in Centurien und Klassen vermutlich wie folgt aus:
| Reiter               |                        | 18 Centurien |
| Fußsoldaten          | 1. Klasse              | 80 Centurien |
| unterhalb der Klasse | 2. Klasse              | 20 Centurien |
|                      | 3. Klasse              | 20 Centurien |
|                      | 4. Klasse              | 20 Centurien |
|                      | 5. Klasse              | 30 Centurien |
|                      | Handwerker             | 2 Centurien  |
|                      | Horn- und Signalbläser | 2 Centurien  |
|                      | Vermögenslose          | 1 Centurie   |

Die Römischen Expansionen erhöhten mit der Zeit die Anzahl der Bürger. Da aber die Anzahl der Centurien bei 193 festblieb und die wirtschaftliche Differenz der römischen Bürger zunahm, wuchsen die Zahlen der Personen in den Centurien der unteren Klassen beträchtlich an. So waren beispielsweise in einer Rittercenturie 100 Personen vertreten, in einer der 1. Klasse um die 200 und in einer für ärmere Bürger bald über einige 1000.
Die Comitia Centuriata kamen alljährlich zusammen, um die Konsuln und Praetoren des nächsten Jahres zu wählen, und in der Regel alle fünf Jahre, um die Censoren zu bestimmen. Darüber hinaus befasste man sich mit Fällen von Hochverrat (perduellio), obwohl diese Funktion außer Gebrauch kam, nachdem Lucius Appuleius Saturninus hier eine Änderung eingeführt hatte (maiestas).
Die Stimme des Bürgers wurde nicht in den comitia centuriata direkt abgegeben, sondern innerhalb der Centurie und trug zum Stimmverhalten der Centurie bei. Bei der Abstimmung hatte jede Centurie eine Stimme. Da die oberen Centurien für reiche Bürger weit weniger Mitglieder hatten als die unteren für ärmere Bürger, verfügten die Mitglieder dieser Centurien – also die begüterten Ritter und Senatoren – über einen überproportionalen Einfluss auf das Wahlergebnis. Die Centurien wurden der Reihe nach befragt, so dass das Stimmverhalten der Reitercenturie die Entscheidung der folgenden Klassen beeinflussen konnte. Wenn sich die Reitercenturie und die 1. Klasse einig waren, die Mehrheit also bereits erreicht war, wurde die Abstimmung beendet, ohne die übrigen Klassen zu befragen. Diese erschienen daher häufig gar nicht erst zur Versammlung, ebenso wie die nicht in Rom oder in der Nähe ansässige Landbevölkerung. Da die comitia centuriata ursprünglich eine militärische Versammlung waren, mussten sie außerhalb der Stadtgrenze Roms (Pomerium) auf dem Marsfeld abgehalten werden. Dadurch waren sie schwerfällig einzuberufen und zu leiten.
Während seines Konsulats 88 v. Chr. und besonders als Dictator (81/80) erließ Sulla mehrere Gesetze (leges Corneliae), die die politische Struktur der Republik radikal änderten. Ein Gesetz verbot dem concilium plebis und den comitia tributa, Gesetze zu beraten, die nicht durch vorangehenden Senatsbeschluss (senatus consultum) abgesegnet waren. Ein weiteres Gesetz strukturierte die comitia centuriata so um, dass die erste Klasse, die Senatoren und Ritter, fast die Hälfte der Stimmen hatten. Dadurch, dass das concilium plebis und die comitia tributa ihrer legislativen Funktionen weitestgehend beraubt waren, lag der Schwerpunkt der Gesetzgebung bei den comitia centuriata. Die Wahl der Volkstribune, Aedilen und Quaestoren verblieb den beiden weiteren Volksversammlungen.
Diese Einschränkungen wurden durch die Populares unter Führung von Gaius Marius und Lucius Cornelius Cinna rückgängig gemacht, von Sulla während seiner Diktatur rei publicae constituendae („zur Wiederherstellung des Staates“) wieder eingeführt und erweitert, bis 70 v. Chr. aber wieder annulliert. Sie stellen einen der weitestgehenden Eingriffe in die Verfassung des römischen Staates sowohl in der Republik als auch im Prinzipat dar.
Im Jahr 14 n. Chr. entzog dann Kaiser Tiberius der Versammlung das Recht, Konsuln und Praetoren zu wählen; damit versank sie in faktischer Bedeutungslosigkeit.